# Jordsands Flak
Jordsands Flak (frisisk:  Joortsön's Flak) er en grund i Vadehavet. Tidligere var halligen Jordsand her, men nu er grunden kun oven vande ved ebbe. Den yderste søndre ende af flakket kaldes Knækket, fordi det danner et knæk i Højer Dyb. Johannes Mejer omtaler i 1644 Die Knocke, og hans kort fra 1652 viser en landsby ved navn Knøckum.

## Eksterne links
- Margot Jespersen og Erik Rasmussen: Jordsand — Erosion und Akkumulation einer Hallig Arkiveret 14. januar 2016 hos  Wayback Machine - grundig beskrivelse af Jordsand, men på (tysk)

55°01′22″N 8°33′58″Ø / 55.0229°N 8.5661°Ø